# Ardha Chandrasana

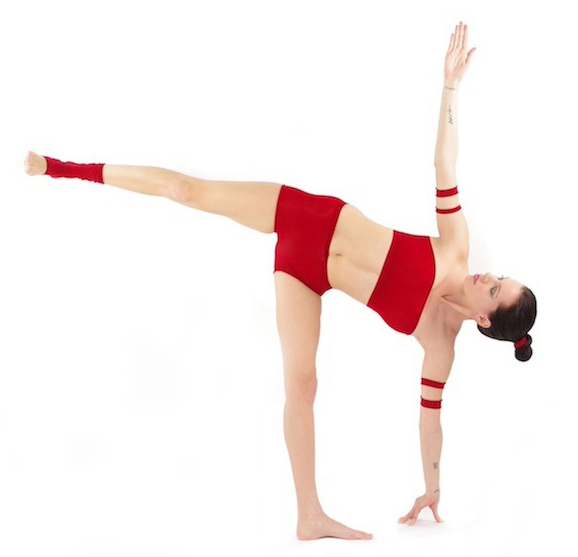
Ardha Chandrasana

Ardha Chandrasana (em sânscrito:  अर्धचन्द्रासन; IAST: Ardha Chandrāsana) ou Meia lua é um asana do ioga.

## Variações
- Parivrtta Ardha Chandrasana